# Girl Meets World
Girl Meets World is een Amerikaanse televisiesitcom die oorspronkelijk liep van 27 juni 2014 tot 20 januari 2017, op Disney Channel. De serie is een spin-off van Boy Meets World (1993–2000).

## Synopsis
Het hoofdpersonage van Boy Meets World - Cornelius 'Cory' Matthews (Ben Savage) - is opgegroeid en getrouwd met zijn voormalige klasgenote Topanga Lawrence (Danielle Fishel). Ze wonen in New York en hebben twee kinderen: Riley Matthews (Rowan Blanchard) en Auggie Matthews (Augustus Maturo). Riley staat centraal. Haar vader is leraar op een middelbare school en haar moeder advocate. Maya Hart, die opgroeide zonder vader en Riley's vader als vaderfiguur ziet, is de beste vriendin van Riley Mattews. Samen ontdekken ze de wereld. Ze zien de plus en minpunten van het volwassen worden.

## Rolverdeling

### Hoofdrollen
- Rowan Blanchard -  Riley Matthews
- Sabrina Carpenter - Maya Hart
- Ben Savage - Cory Matthews
- Danielle Fishel - Topanga Matthews
- Peyton Meyer - Lucas Friar
- Corey Fogelmanis - Farkle Minkus
- August Maturo - Auggie Matthews

### Terugkerende rollen
- Rider Strong - Shawn Hunter
- Uriah Shelton - Joshua Matthews
- Ava Kolker - Ava Morgenstern
- William Daniels - Mr. Feeny
- Lee Norris - Stuart Minkus
- Cooper J. Freedman - Dewey
- Cheryl Texiera - Katy Hart
- Amir Mitchell-Townes - Zay Babineaux
- Cecilia Balagot - Isadora Smackle

## Afleveringen
| Seizoen  | Afleveringen | Uitgezonden                   |
| -------- | ------------ | ----------------------------- |
| 1        | 21           | 27 juni 2014 - 27 maart 2015  |
| Speciaal | 2            | 17 april 2015                 |
| 2        | 30           | 11 mei 2015 - 11 maart 2016   |
| 3        | 21           | 3 juni 2016 - 20 januari 2017 |